# Треска по Замръзналото кралство
Треска по Замръзналото кралство (на английски: Frozen Fever) е американски компютърно-анимационен музикален фентъзи късометражен филм, продуциран от Уолт Дисни Анимейшън Студиос и реализиран от Уолт Дисни Пикчърс през 2015 г. Филмът е базиран на пълнометражния анимационен филм Замръзналото кралство от 2013 г. и разказва историята за рождения ден на Анна, организиран от Елза с помощта на Кристоф, Свен и Олаф. Филмът е режисиран Крис Бък и Дженифър Лий и озвучен от Кристен Бел, Идина Мензел, Джонатан Гроф и Джош Гад.
Производството на Треска по Замръзналото кралство започва през юни 2014 г. и продължава шест месеца. Филмът дебютира в кината заедно с Пепеляшка на Уолт Дисни Пикчърс на 13 март 2015 г. Филмът получава положителни отзиви от критиците, заедно с похвали за новата си песен Making Today a Perfect Day от Кристен Андерсън-Лопес и Робърт Лопес.

## Сюжет
Елза планира да направи на Анна изненада за рожден ден с помощта на Кристоф, Свен и Олаф, но докато Анна е на празничен лов за съкровища из кралството, Елза е настинала и несъзнателно създава група снежни човеци при всяко кихане, които започват да демонтират декорациите на рождения ден, докато Кристоф се опитва да ги спре. Докато Елза отвежда Анна на лов, Кристоф, Свен и Олаф се опитват да овладеят снежните човеци и да оправят декорациите навреме за завръщането на двете сестри. Междувременно състоянието на Елза бързо се влошава и тя получава треска. След като Елза почти пада от часовникова кула, Анна я убеждава да си почине. Те се връщат към замъка, където Елза се извинява на Анна, че е "съсипала" още един рожден ден, но Анна я успокоява, че не е съсипала нищо. Докато Анна води Елза в леглото, вратите на замъка се отварят и се появяват Кристоф, Олаф, Свен и планина от малки снежни човеци, които изненадват Анна. Елза киха отново и вижда още малки снежни човечета, които създава. Въпреки протестите на Анна, Елза завършва партито, като надува алпийски рог. Тя обаче киха в рога, образувайки гигантска снежна топка, която неволно удря Ханс отвъд океана (и в количка с тор, тъй като той почиства конюшните като наказание за опита си да убие Елза). Елза си почива в леглото под грижите на Анна, докато тя посочва, че грижата за любимата ѝ по-голяма сестра е най-добрият подарък за рождения ден досега. Олаф, Кристоф и Свен придружават малките снежни човеци до ледения дворец на Елза, където те остават с гигантски снежен вратар Маршмелоу.

## Актьори
- Кристен Бел - Анна
- Идина Мензел - Елза
- Джонатан Гроф - Кристоф
- Джош Гад - Олаф
- Крис Уилямс - Оукън
- Пол Бригс - Маршмелоу

## Продукция
На 2 септември 2014 г., по време на излъчването по Ей Би Си на Историята на Замръзналото кралство: Създаване на анимационната класика на Дисни, тогавашният главен творчески директор на Уолт Дисни Анимейшън Студиос Джон Ласитър обявява, че в бъдеще се очаква да излезе късометражен филм с нова песен, свързан със Замръзналото кралство. Същия ден Върайъти обявява, че късометражният филм ще бъде пуснат в началото на 2015 г. под заглавието Треска по Замръзналото кралство, като Крис Бък и Дженифър Лий са режисьори, Питър Дел Вечо е продуцент, а новата песен е от Кристен Андерсън-Лопес и Робърт Лопес. Снежният човек Олаф също ще се появи на кратко. На 3 декември 2014 г. е обявено, че Ейми Скрибнър е копродуцент и че Треска по Замръзналото кралство ще дебютира в кината на 13 март 2015 г. заедно с игралната адаптация на Уолт Дисни Пикчърс Пепеляшка. В края на декември режисьорите споделят пред Асошиейтед Прес: "Има нещо вълшебно в тези герои, в този актьорски състав и в тази музика. Надяваме се, че публиката ще се наслади на този късометражен филм, който направихме, но ние го почувствахме отново. Беше наистина забавно".
На премиерата на Пепеляшка и Треска по Замръзналото кралство в театър "Ел Капитан" в Холивуд, Калифорния, на 1 март 2015 г., Джош Гад заявява пред USA Today: "Искам да се извиня на родителите навсякъде по света, че децата им ще пеят изцяло нова песен на Замръзналото кралство".
Създателите започват работа по късометражния филм през юни 2014 г. След дискусии за Олаф, главният художник Марк Смит излага идеята за това какво може да се случи, ако Елза настине, което се превръща в основа за сюжета на късометражния филм. Режисьорите започват да работят по филма през юни и до август се завръщат в звукозаписното студио с актьорския състав, за да поставят вокални парчета. Производството на Треска по Замръзналото кралство отнема шест месеца. Всички аниматори от Замръзналото кралство искат да се върнат, за да работят поне върху един кадър на Треска по Замръзналото кралство, което води до голям брой кредити в крайните надписи за късометражен филм. През есента на 2014 г. режисьорите започват да осъзнават колко много им липсват героите от Замръзналото кралство и започват да обсъждат идеи, които се превръщат в основа на продължението Замръзналото кралство II от 2019 г.

## Синхронен дублаж
| Роля    | Изпълнител         |
| ------- | ------------------ |
| Ана     | Весела Бонева      |
| Елза    | Надежда Панайотова |
| Кристоф | Момчил Степанов    |
| Олаф    | Петър Бонев        |

| Обработка                       | Александра Аудио                      |
| ------------------------------- | ------------------------------------- |
| Микс студио                     | Shepperton International              |
| Продуцент на българската версия | Disney Character Voices International |